# Comté de Barnwell
Le comté de Barnwell est l’un des 46 comtés de l’État de Caroline du Sud, aux États-Unis. Il a été fondé en 1798. Son siège est la ville de Barnwell. Selon le recensement de 2020, la population du comté est de 20 589 habitants. 

## Géographie
Le comté a une superficie de 1 443 km², dont 1 420 km² de terre ferme. 

## Démographie
| 1800  | 1810   | 1820   | 1830   | 1840   | 1850   |
| ----- | ------ | ------ | ------ | ------ | ------ |
| 7 376 | 12 280 | 14 750 | 19 236 | 21 471 | 26 608 |

| 1860   | 1870   | 1880   | 1890   | 1900   | 1910   |
| ------ | ------ | ------ | ------ | ------ | ------ |
| 30 743 | 35 724 | 39 857 | 44 613 | 35 504 | 34 209 |

| 1920   | 1930   | 1940   | 1950   | 1960   | 1970   |
| ------ | ------ | ------ | ------ | ------ | ------ |
| 23 081 | 21 221 | 20 138 | 17 266 | 17 659 | 17 176 |

| 1980   | 1990   | 2000   | 2010   | - | - |
| ------ | ------ | ------ | ------ | - | - |
| 19 868 | 20 293 | 23 478 | 22 621 | - | - |